# مدینگتون، کبک
مدینگتون (به فرانسوی: Maddington) بخشی در منطقه شهری آرتاباسکا ناحیه سانتر-دو-کبک در استان کبک کانادا است. در سرشماری سال ۲۰۱۱ این بخش ۴۵۴ نفر جمعیت داشته‌است و مساحت آن ۲۳٫۳۸ کیلومتر مربع است.